# Pasto nudo
Pasto nudo (Naked Lunch) è un romanzo dello scrittore statunitense William S. Burroughs.
Si tratta del terzo romanzo da lui scritto, ma solo il secondo ad essere effettivamente pubblicato. Il libro fu pubblicato in Francia nel 1959 dalla Olympia Press; un'edizione statunitense pubblicata da Grove Press seguì quella francese nel 1962. L'edizione statunitense fu intitolata Naked Lunch e fu totalmente differente da quella francese: era infatti basata su una revisione precedente del 1958, oggi in possesso di Allen Ginsberg. Nel 2002 il testo venne restaurato da un'edizione a cura di James Grauerholz e Barry Miles, aggiungendo alcuni brani mancanti.
Pasto Nudo è il primo volume di una tetralogia che comprende anche La macchina morbida (1961), Il biglietto che esplose (1962) e Nova Express (1964).
Il titolo fu un'idea di Jack Kerouac che prese una frase di una poesia dal titolo Sul lavoro di William Burroughs dell'amico Allen Ginsberg.
Si tratta di un libro con frasi apparentemente senza senso e non correlate tra loro, in realtà il filo conduttore dell'opera è il controllo sulle menti che lo Stato può attuare sugli individui (in questo libro infatti paragona due Stati immaginari, Anexia e Terra Libera, con diversi gradi di controllo sulla mente umana) e la telepatia quale strumento per sfuggire al controllo e alla censura attuata sulle menti umane.

## Adattamenti
- Il romanzo è stato portato sullo schermo nel 1991 da David Cronenberg nel film Il pasto nudo.
- Il fumettista spezzino Gianluca Lerici ha adattato il romanzo su una serie a fumetti, per la Shake Edizioni.

## Edizioni italiane
- Il pasto nudo, trad. di Claudio Gorlier e Donatella Manganotti, prefazione di Oreste Del Buono, I ed., Sugar, Milano 1964
- Il pasto nudo, trad. di Claudio Gorlier e Donatella Manganotti, prefazione di Donatella Manganotti, II ed., Sugar, Milano 1970
- Il pasto nudo, trad. di Claudio Gorlier, Donatella Manganotti e Giulio Saponaro, III ed., Sugar, Milano 1976
- Il pasto nudo, trad. di Donatella Manganotti e Giulio Saponaro, IV ed., Sugar, Milano 1980
- Il pasto nudo, trad. di Donatella Manganotti e Giulio Saponaro, prefazione di Fernanda Pivano, V ed., Sugar, Milano 1985
- Il pasto nudo, trad. di Claudio Gorlier, Donatella Manganotti e Giulio Saponaro, prefazione di Fernanda Pivano, VI ed., Sugar, Carnago 1992 ISBN 88-7198-124-3
- Pasto nudo, trad. di Franca Cavagnoli, Adelphi ("Fabula" n. 138), Milano 2001 ISBN 88-459-1643-X
- Pasto nudo. trad. di Franca Cavagnoli, Roma: Gruppo editoriale l'Espresso ("La biblioteca di Repubblica. Novecento" n. 100), Roma 2003 ISBN 84-9789-150-3
- Pasto nudo, trad. di Franca Cavagnoli, Adelphi ("gli Adelphi" n. 291), Milano 2006 ISBN 978-88-459-2093-6